# Idaea fuscalata
Idaea fuscalata là một loài bướm đêm trong họ Geometridae.